# Stabat Mater (Pärt)
Stabat Mater és una composició musical de la seqüència Stabat Mater composta per Arvo Pärt el 1985 a Berlin, una comissió de la Fundació Alban Berg. La peça és per a un trio de cantants: soprano, contralt i tenor; i un trio d'instruments de corda: violí, viola i violoncel. Té una durada d'aproximadament 24 minuts. Es va estrenar el 30 d'octubre de 1985 a la Konzerthaus de Viena per la Hilliard Ensemble i els solistes Gidon Kremer (violí), Nobuko Imai (viola), David Geringas (violoncel) sota la direcció de Paul Hillier.

## Història
Stabat Mater de Pärt va ser l'any 1985, data de la seva estrena, una de les obres més ambicioses del compositor estonià. És en el llinatge formal i espiritual de Passio, la seva Passió segons sant Joan composta l'any 1982. Stabat Mater va ser encarregat per la fundació Alban-Berg per a la celebració dels seus 100 anys.
L'estrena mundial es va fer el 30 d'octubre de 1985 al Konzerthaus de Viena per l'Ensemble Hilliard i els solistes Gidon Kremer (violí), Nobuko Imai (viola), David Geringas (violoncel) sota la direcció de Paul Hillier. El 2008, Pärt va compondre una versió revisada per a cor mixt i orquestra de corda, que es va estrenar el 12 de juny de 2008 a Viena per la Tonkünstler Orchester dirigida per Kristjan Järvi.

## Estructura
Compost sobre el principi del rondó, Stabat Mater juga més amb el poder emocional de les veus (soprano, tenor, contratenor) i dels solos de corda que no pas amb una il·lustració figurativa del dolor de la Mare de Déu als peus de la creu com se'l sol representar. L'execució de l'obra dura uns 24 minuts.

## Discografia seleccionada
- Al disc Arbos, de Hilliard Ensemble i Gidon Kremer dirigit per Paul Hillier a ECM, 1986.
- Al disc Creator Spiritus, del Theatre of Voices dirigit per Paul Hillier a Harmonia Mundi, 2012.